# Amore amore/Primavera
Amore amore/Primavera è un singolo della cantante italiana Marisa Sannia, pubblicato nel 1984 dalla casa discografica Fonit Cetra.

## Descrizione
Il brano ha partecipato al Festival di Sanremo 1984 vedendo il ritorno della cantante che non si vedeva da qualche anno. 
Si classificò al 15º posto.
Successivamente con lo stesso brano è stata ospite di Superclassifica Show e di Super Sanremo 1984.

## Tracce
Lato A
1. Amore amore – 3:10 (Corrado Conti e Daniele Pace)

Lato B
1. Primavera – 2:38 (Mario Panzeri, Daniele Pace e Corrado Conti)